# Línea 4 (Metro de Bilbao)
La denominada «Línea 4» del metro de Bilbao es el proyecto de nueva construcción de un trazado de ferrocarril metropolitano, ideado para dar acceso a la red existente a los muy poblados barrios bilbaínos de Iralabarri, Recalde y Zorroza al sur de la capital de Vizcaya.
El proyecto prevé implantar una infraestructura ferroviaria apta para alta frecuencia, aprovechando además parte del trazado actual de la línea C-4 para crear un ramal hacia Zorroza.
El proyecto incluiría un trazado totalmente subterráneo, aunque su ramal hacia Zorroza sería parcialmente al descubierto pendiente además del soterramiento de la estación. Transcurriría así, en principio, desde la ya existente estación de Matiko hasta la norteña estación de Irala, de nueva construcción, recorriendo entre ambas cinco más: Errekalde, Zabalburu, Moyua (correspondencia con las líneas 1 y 2 de metro y el autobús hacia el aeropuerto entre otros), Parque (correspondencia con el tranvía) y Deusto. De este modo, contaría con 7 estaciones, sin incluir el ramal.

## Historia
El 24 de enero de 2008 se hizo público el trazado preliminar para una cuarta línea de metro que transcurriera entre Moyua y Recalde, atendiendo a las exigencias vecinales, que reclamaban que la línea 3 llegara hasta su barrio. Si bien esta petición no se pudo llevar a cabo dados los altos costes, se decidió ampliar el trazado del tranvía de Bilbao hasta ese barrio bilbaíno. Esta opción no fue muy bien recibida por parte de algunos vecinos, que siguieron reclamando acceso al metro. Así, en junio de 2009 el Gobierno Vasco suprimió la ampliación ya proyectada del tranvía al barrio y comenzó a estudiar la futura línea que tenía previsto dar servicio a 60 000 personas, con estaciones intermedias en el barrio de Irala y la plaza Zabálburu, donde ya existe una estación de Renfe Cercanías. De acuerdo con las previsiones de la época, 10 millones de pasajeros utilizarían esta línea, que podría recorrerse en 6 minutos.
En aquel momento el coste estimado de la línea ascendió a 180 millones de euros. El entonces viceconsejero de Transportes, Ernesto Gasco, afirmó que las obras podrían comenzar a finales de 2012 y el consejero de Vivienda, Obras Públicas y Transportes del Gobierno vasco en aquella época, Iñaki Arriola, anunció su apertura para el año 2016.
El 2 de diciembre de 2009, el Gobierno Vasco anunciaba la posibilidad de ampliar la línea 4 entre las estaciones de Moyua y Matiko, con dos paradas intermedias en la plaza Euskadi, junto a la Torre Iberdrola, y en las inmediaciones de la Universidad de Deusto, lugar donde anteriormente Euskotren contó con una estación. Asimismo, se anunció la construcción de las cocheras en el barrio de Recalde, 300 metros en línea recta al interior de la ladera, a una profundidad de 35 metros desde la cota rasante.
En la nueva estación término, Matiko, la línea 4 conectaría con la línea 3, cuya gestión se atribuyó a Euskotren, y con la conexión ferroviaria con el Aeropuerto de Bilbao, que será operada por la misma compañía. Por ello, cabe esperar que esta línea sea gestionada por este operador, si bien en noviembre de 2011 el Consejo General del Consorcio de Transportes de Vizcaya aprobó que fuera Metro Bilbao quien gestionara las líneas 3, 4 y 5.

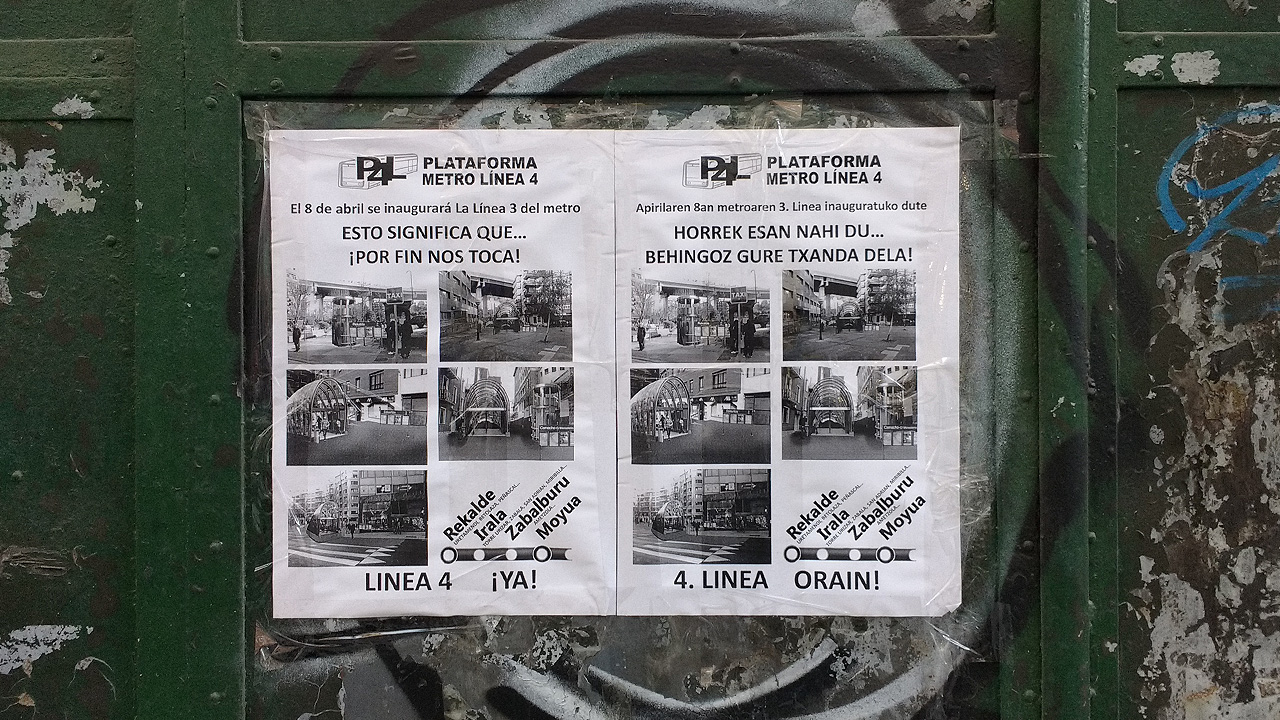
Carteles reivindicativos en la calle Bruno Mauricio Zabala, en el barrio de Zabala, coincidiendo con la inauguración de la Línea 3.

Interrogado por la continuidad entre las líneas 3 y 4, el entonces portavoz del grupo socialista del Ayuntamiento de Bilbao y posterior presidente de Metro Bilbao, Txema Oleaga, respondió que si bien los trenes de ambas líneas enlazarían en la estación de Matiko, sería necesario hacer transbordo. A mediados de diciembre el Parlamento Vasco instó al Gobierno a construir y financiar este proyecto.
En enero de 2011 el Gobierno Vasco aprobó el anteproyecto de la nueva línea, cuyo coste se cifró en 372 millones de euros y el tiempo de ejecución en 47 meses.
Si bien en noviembre de 2014 la consejera de Medio Ambiente y Política Territorial, Ana Oregi, anunció que el Gobierno iba a impulsar las líneas 4 y 5 al menos hasta 2017, a finales de septiembre de 2015 se anunció la licitación en noviembre del mismo año del proyecto constructivo del tramo entre Matiko y la plaza Moyúa por algo más de 3 millones de euros.
En febrero de 2017, portavoces del Departamento de Desarrollo Económico e Infraestructuras del Gobierno vasco anunciaron que, debido a la falta de recursos, hasta 2020 tan sólo se ejecutarían trámites administrativos relativos a esta línea de metro. Asimismo, el acuerdo presupuestario que el Partido Popular rubricó en marzo de ese mismo año con el Gobierno vasco incluía una partida para redefinir el trazado de la línea.
Con motivo de la inauguración de la línea 3 del metro, el 8 de abril de 2017, algunos vecinos de las zonas cubiertas por la hipotética línea 4 protestaron el día de la apertura y los días previos para exigir su inmediata construcción.
El 2 de marzo de 2018 la consejera de Desarrollo Económico e Infraestructuras del Gobierno Vasco fue cuestionada en el Parlamento Vasco acerca del proyecto de la línea 4. Arantza Tapia afirmó que se estaba revisando completamente el recorrido previsto para esta línea y que mantiene como objetivo presentar el proyecto antes de que finalice la legislatura. El proyecto de presupuestos del Gobierno Vasco para 2019 recoge una partida de 1,05 millones de euros para cumplir esta tarea. Poco más de un mes después, el 18 de abril de 2018, las Juntas Generales de Vizcaya instaron por unanimidad a la Diputación Foral de Vizcaya y al Consorcio de Transportes de este territorio histórico a elaborar durante el presente año el estudio informativo de esta línea de metro, así como a recoger en los presupuestos de 2019 una partida destinada a acometer el proyecto constructivo.
El 7 de noviembre de 2018, Arantza Tapia anunció dos nuevos estudios que determinarían la necesidad de las líneas 4 y 5 del metro, quedando así aparcados los diseños y proyectos elaborados en la última década. Al finalizar el mes, 4.000 personas se manifestaron para solicitar la construcción de esta línea de metro.
El 17 de enero de 2019 el diputado general informó de la posible solución ferroviaria que aparcaría la línea 4 del metro tal y como estuvo diseñada hasta ahora. Indicó que la conexión de los barrios del sur de Bilbao sería con la estación intermodal de Abando, lo que suponía que ya no se construiría un túnel nuevo que conectaría Recalde e Irala con la actual parada del metro de Moyúa sino que el transbordo con las líneas 1 y 2 del suburbano se efectuaría en la nueva estación generada con la llegada del tren de alta velocidad. El 9 de mayo el Gobierno Vasco adjudicó por 825.825 euros la redacción del estudio informativo de la Línea 4 y Zona Sur del Ferrocarril Metropolitano de Bilbao a la UTE formada por Fulcrum y CAF Turnkey & Engineering. El plazo de ejecución del contrato es de 12 meses. Unas semanas después, coincidiendo con las elecciones municipales y forales, varios centenares de personas se manifestaron para solicitar la construcción de esta infraestructura.
En febrero de 2020, el diputado general Unai Rementeria anunció que, con el objetivo de aprovechar la infraestructura ferroviaria existente, un nuevo proyecto sustituiría a la línea 4. Esta línea de tren aprovecharía la ya existente de Feve con destino León y Santander y partiría de la estación de Abando, donde conectaría con las líneas 1 y 2 del metro de Bilbao y las líneas de cercanías de Renfe. A finales de noviembre del mismo año, Unai Rementería anunció que antes de 2021 el equipo técnico del Gobierno Vasco entregaría los estudios informativos. El diputado general anunció que, si bien en 2021 sería muy difícil iniciar las obras de la línea 4, la Diputación Foral de Vizcaya reservaría una partida en los presupuestos de 2021 por si fuera necesario realizar alguna operación.
A finales de octubre Unai Rementería anunció que la Diputación Foral de Vizcaya no podría desarrollar por sí misma las líneas 4 y 5, así como la conexión de las Encartaciones con el metro de Bilbao, si no se pudiesen financiar a cargo de los fondos europeos Next Generation EU. El 29 de diciembre de 2020 el Gobierno Vasco presentó en rueda de prensa el listado de proyectos que trasladó al Gobierno de España con el objetivo de aspirar a conseguir financiación de los fondos europeos Next Generation EU. El listado de proyectos incluía la línea 5, pero no la línea 4.
En marzo de 2021 comenzó un proceso de participación ciudadana respecto al estudio informativo. Las instituciones responsables sometieron a debate público dos alternativas para construir esta línea ferroviaria: ambas aprovechan parcialmente el trazado actual de FEVE a Valmaseda, León y Santander. La opción A propone un nuevo trazado entre Zabálburu y Elejábarri, con estaciones en Irala y Recalde; esta opción implicaría la clausura de la estación de Amézola. La opción B propone centralizar los traslados de las personas que residen en Irala y Recalde en la estación de Amézola, para lo que se construirían sendos people mover desde esta estación hasta ambos barrios.
El 12 de mayo de 2022, el Boletín Oficial del País Vasco publicó el estudio informativo de la Línea 4, tratándose de un tramo soterrado de algo más de 2 kilómetros y medio, que se iniciaría desgajado, en Rekalde y en Irala, y que conectaría después con la red del centro de Bilbao, incluyéndose dos nuevas estaciones a treinta metros de profundidad.
El 14 de noviembre de 2022, se anunció que el diseño del primer tramo de la Línea 4 de Metro Bilbao se sacaría a concurso antes de final de año.
A finales de diciembre de 2022, el Gobierno vasco licitó el proyecto constructivo de la Línea 4 del metro. El documento, a redactar durante 15 meses, definiría el trazado de conexión de Abando con Irala y Rekalde.
En septiembre de 2024, debido a la imposibilidad de llevar a cabo la ejecución total del proyecto hasta la construcción de la nueva estación de tren de Abando, el Gobierno vasco anunció que estaba analizando la antigua propuesta del trazado, uniendo el sur de Bilbao con la actual estación de Matiko (L3), conectando con las líneas 1 y 2 del metro en la estación de Moyua. El Gobierno confirmó el cambio a la anterior propuesta en abril del año siguiente, aunque añadió la posibilidad de un ramal hacia Zorroza, sin clarificar si sería usando la línea de Feve o creando un tercer ferrocarril Basurto-Zorroza (sumados a los de Feve y Renfe, ambos de doble via).

## Estaciones y accesos

### Propuesta de 2017
Las estaciones tendrían el mismo aspecto que el resto de las líneas 1, 2 y 3, en todos los casos, salvo en la estación de Matiko, con entreplantas en ambos extremos de la estación. Así, en la caverna se ubicarían los andenes (laterales en todos los casos), accesos, taquillas y demás servicios para las personas trabajadoras, como son los aseos y vestuarios. Los andenes tendrían una longitud total de 91,2 metros, mientras las estaciones completas medirían 111,6 metros de largo y 16 de ancho.
Las estaciones y accesos previstos de acuerdo con el estudio informativo encargado por el Gobierno Vasco a Sener son las siguientes:

#### Estación de Matiko

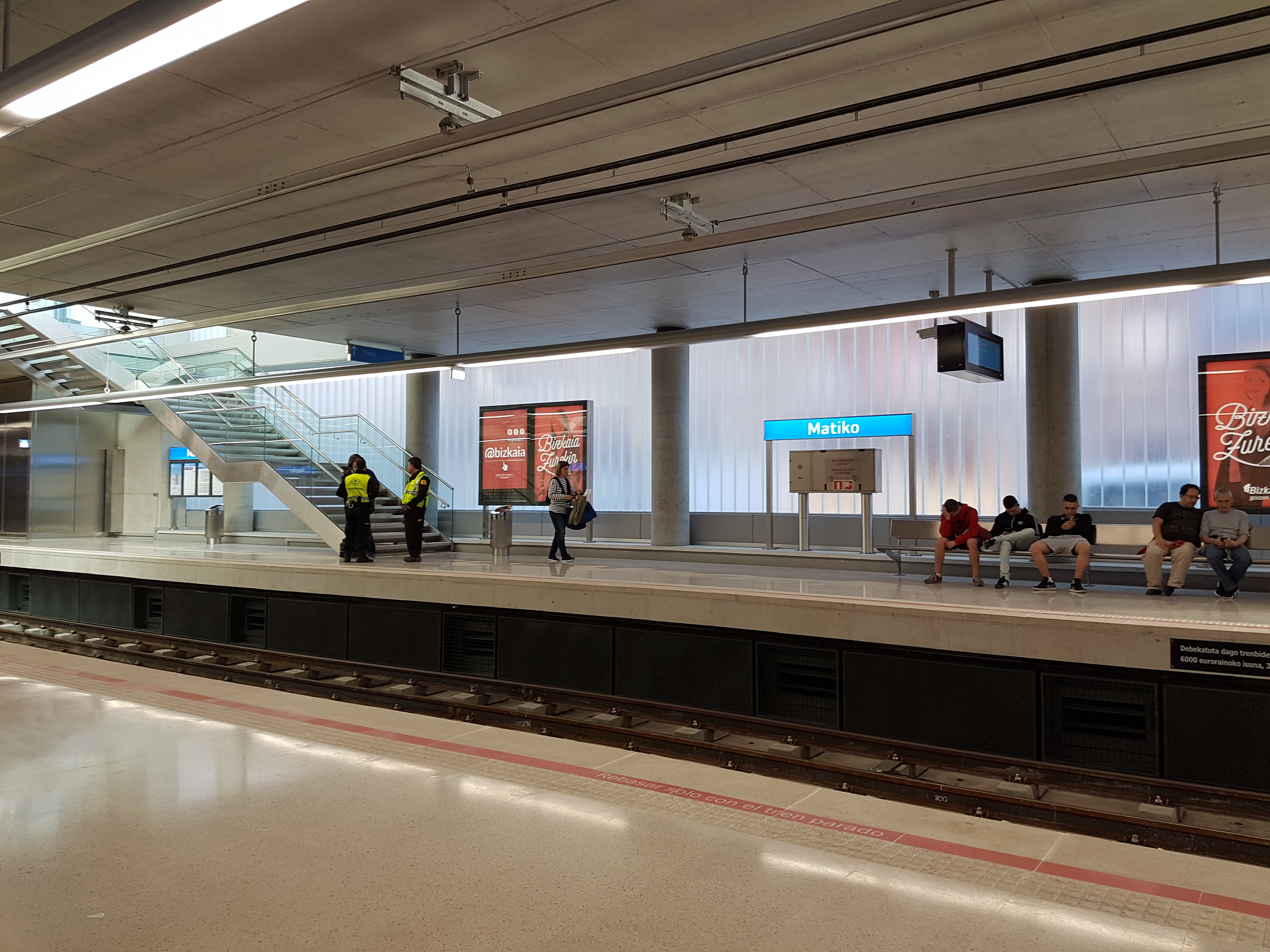
Estación de metro de Matiko.

Estación existente y operativa en la línea 3. El proyecto actual, según el estudio informativo desarrollado por Sener, no plantea ninguna actuación en esta estación.
- C/ Tiboli.

La línea 4 estaría conectada con la línea 3 a través de un túnel de 1040 metros de longitud.

#### Estación de Deusto-Universidad
La estación se encontraría bajo los edificios que hacen esquina entre las avenidas Lehendakari Agirre y Madariaga, aproximadamente a 30 metros de profundidad.
- Plaza San Pío X: tras descender las escaleras de la propia boca, 2 tramos de escaleras mecánicas de 25,7 metros cada una, y 2 tramos llanos de unos 10 metros cada uno.[45]
- Av. Madariaga: tras descender las escaleras de la propia boca, 2 tramos de escaleras mecánicas de 25,3 metros y 21,65 metros, y un tramo llano de algo más de 20 metros.[45]
- Avda. Lehendakari Aguirre: comunicaría con el acceso proveniente de la plaza San Pío X.[45]

Esta estación y la siguiente estarían conectadas a través de un túnel de 810 metros de longitud.

#### Estación dePlaza Euskadi
También se conoce a esta estación como "Parque", que es la denominación que tenía una estación de cercanías de Renfe que antiguamente se ubicaba cerca de este lugar. La estación se encontraría bajo el parque de Doña Casilda de Iturrizar, junto al Museo de Bellas Artes, a aproximadamente a entre 28 y 36 metros de profundidad.
- Intersección C/ Conde de Artetxe y C/ Teófilo Guiard: tras descender las escaleras de la propia boca, 2 tramos de escaleras mecánicas de 28,84 metros y 28,75 metros, y un tramo llano de unos 20 metros.[45]
- Pza. Euskadi (junto al Museo de Bellas Artes): tras descender las escaleras de la propia boca, 2 tramos de escaleras mecánicas de 28,91 metros y 28,90 metros.[45]
- En la C/ Conde de Artetxe, en el lateral occidental del Museo de Bellas Artes: comunicaría con el acceso proveniente de la intersección entre las calles Conde de Artetxe y Teófilo Guiard.[45]

Esta estación y la siguiente estarían conectadas a través de un túnel de 340 metros de longitud.

#### Estación de Moyua

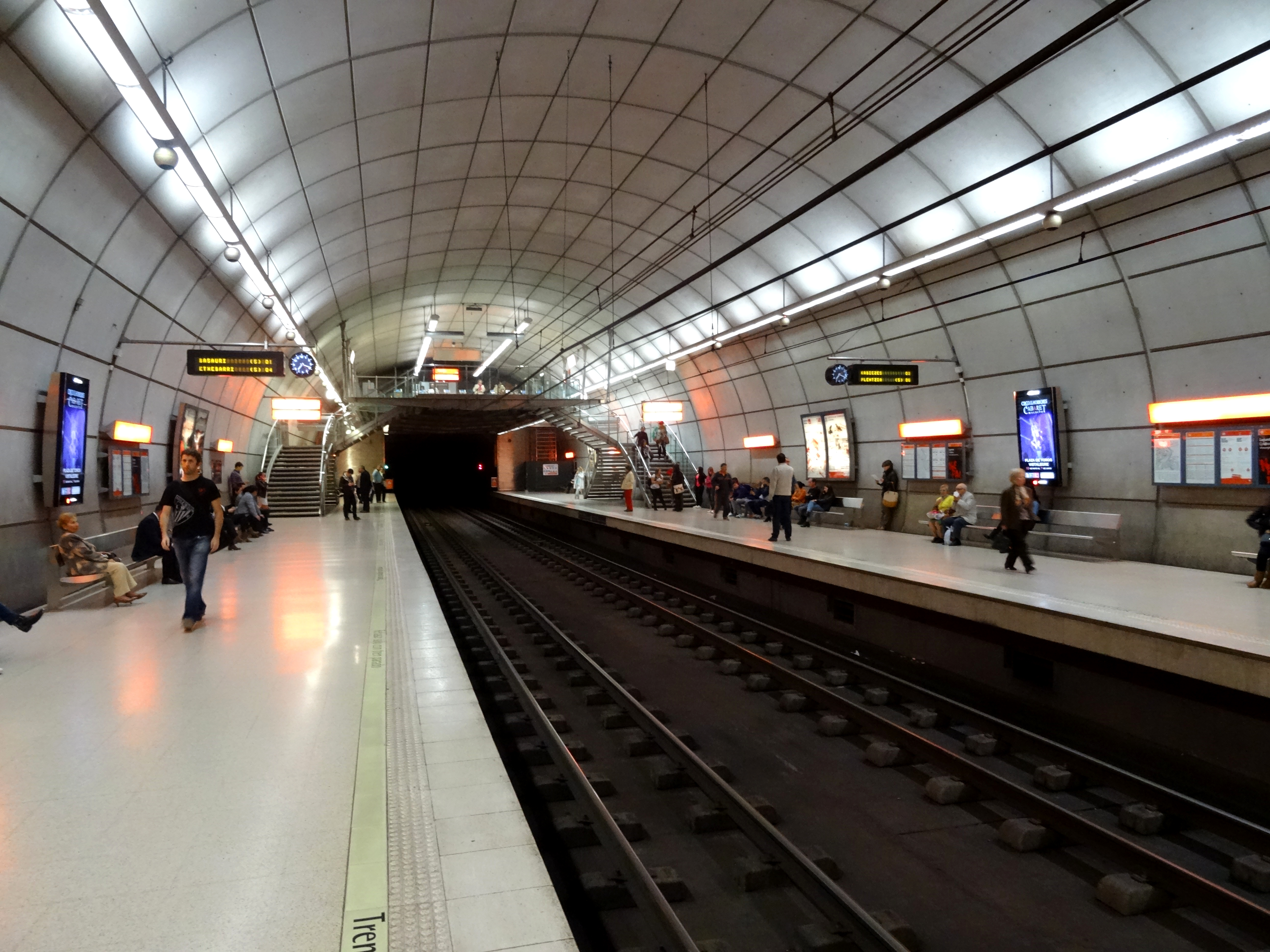
Estación de metro de Moyua, correspondiente a las líneas 1 y 2.

Las bocas de esta estación son las ya existentes para acceder a la estación de las líneas 1 y 2, a excepción de una nueva que se plantea en la intersección entre las calles Iparraguirre y Colón de Larreátegui. Para poder transbordar de estas líneas a la 4 sería necesario caminar 75 metros. por un espacio con luz natural provenientes de dos grandes lucernarios ubicados en los actuales jardines de la plaza La estación se encontraría bajo la Plaza Moyúa y la calle Elcano y se prevén 33000 viajeros diarios.
- C/ Diputación, 8 (salida Diputación).
- Pza. Federico Moyúa, 1 (salida Ercilla/Guggenheim).
- Pza. Federico Moyúa, 3 (salida Elcano).
- Intersección C/ Iparraguirre con C/ Colón de Larreátegui: tras descender las escaleras de la propia boca, un tramo llano de 20,92 metros y 2 tramos de escaleras mecánicas de 24 metros cada una.[45]
- C/ Gran Vía, 37 (salida Ercilla/Guggenheim).

Esta estación y la siguiente estarían conectadas a través de un túnel de 695 metros de longitud.

#### Estación de Zabalburu
La estación se encontraría bajo la manzana de la parte norte de la plaza, a aproximadamente a 25 metros de profundidad y se preveía que la utilizasen 9500 personas al día.
- Plaza Zabalburu (intersección C/ Hurtado Amézaga y C/ San Francisco): tras descender las escaleras de la propia boca, 2 tramos de escaleras mecánicas de 19,9 y 24,4 metros.[45]
- Alda/ San Mamés, junto al cruce con C/ General Concha: tras descender las escaleras de la propia boca, 1 tramo de escaleras mecánicas de 31,34 metros.[45]
- Alda/ San Mamés, junto a la Plaza Zabalburu: comunicará con el acceso proveniente del cruce de la alameda San Mamés con la calle General Concha.[45]

A pocos metros de la futura estación de metro se ubica actualmente un apeadero con servicios de cercanías de Renfe que une el área con la Margen Izquierda y la Zona Minera. De acuerdo con el estudio informativo de la Nueva Red Ferroviaria del País Vasco, con la construcción de la nueva estación de Abando se clausurará y suprimirá este apeadero.
Esta estación y la siguiente estarían conectadas a través de un túnel de 525 metros de longitud.

#### Estación deIrala
La estación se encontraría bajo una de las manzanas entre las calles Irala y Kirikiño, a aproximadamente 40 metros de profundidad, y está previsto que la utilicen cerca de 10000 personas al día.
- C/ Monasterio, en el lado norte del Colegio Público Tomás Camacho: tras descender las escaleras de la propia boca, 2 tramos de escaleras mecánicas de 44,95 metros cada una.[45] Esta calle se peatonalizará parcialmente.
- Intersección calles Eskurtze y Batalla de Padura: tras descender las escaleras de la propia boca, 2 tramos de escaleras mecánicas de 21,8 y 20,8 metros cada una, así como dos espacios llanos de paso de alrededor de 10 metros cada uno.[45]
- Intersección C/ Irala y Avda. Bergara: comunicaría con el acceso proveniente de la calle Monasterio.[45]

Durante el tiempo transcurrido desde la comunicación al público de este proyecto se especuló con la posibilidad de que esta estación de servicio a los barrios cercanos de San Adrián y Miribilla. Sin embargo, y a pesar de que de forma oficiosa se plantearon soluciones como una pasarela mecánica subterránea desde la boca de la calle Monasterio hasta la plazuela en la intersección entre las calles Xenpelar y Travesía de Zabala, el estudio informativo de Sener no incluyó ninguna solución para las personas que residen en esta zona.
La construcción de esta estación y sus posibles variaciones para acercarse en mayor o menor medida a Miribilla pueden estar comprometidas por otros proyectos que se acometerán en el subsuelo de Irala, como son el nuevo acceso ferroviario a Bilbao, y el túnel entre Amézola y Miribilla temporalmente pospuesto.
Esta estación y la siguiente estarían conectadas a través de un túnel de 815 metros de longitud.

#### Estación deErrekalde
La estación se encontraría bajo la plaza Errekalde, aproximadamente a 27 metros de profundidad, y se preveía que la utilizasen 17 000 personas todos los días.
- C/ Ciudadela (junto al ambulatorio): tras descender las escaleras de la propia boca, 2 tramos de escaleras mecánicas de 18,53 metros cada una.[45]
- Intersección entre las calles Errekaldebarri y Gordóniz: tras descender las escaleras de la propia boca, 2 tramos de escaleras mecánicas de 20,1 metros cada una, así como dos espacios llanos de paso de alrededor de 20 metros cada uno.[45]
- Pza. Errekalde: comunicará con el acceso proveniente de la boca de la calle Ciudadela.[45]

Inmediatamente después de la estación, alineado con la calle Altube, se ubicaría el mango de maniobras, que tendría una longitud de 160 metros.

### Alternativa A de la 1.ª Fase del Estudio Informativo
La línea 4, según estaría propuesta en el estudio informativo que se preparó durante 2020, partiría desde Abando y contaría con estaciones en Irala, Rekalde, Basurto y Zorroza. La vía finalizaría en Alonsótegui, en cuyo barrio de Irauregui se construirían unas cocheras.
Este proyecto aprovecharía entre Abando e Irala y entre Rekalde y Alonsótegui las vías actuales de la línea de FEVE con destino Valmaseda, León y Santander, un total de 7,260 km. El túnel de nueva construcción que comunicaría con Irala y Rekalde contaría con 2,540 km. e implicaría el cierre de los andenes de FEVE de la estación de Amézola, inaugurada en 1998. El transbordo con las líneas 1 y 2 del metro de Bilbao se realizaría en Abando. 
Esta alternativa tendría un coste de 289 millones de euros, sin incluir el soterramiento de la estación de Zorrotza.
Estas son las estaciones previstas por esta alternativa:

#### Estación de Irala
La estación se encontraría bajo una de las manzanas entre las calles Kirikiño y Bergara.
- Plaza Urizar: junto a la calle Juan de Garay.
- Intersección calles Eskurtze y Batalla de Padura.
- Calle Monasterio.
- Calle Kirikiño: entre la calle Eskurtze y travesía de Irala.

Esta estación serviría al propio barrio de Irala, a la zona alta de Zabala y a la zona baja de Miribilla. 

#### Estación de Rekalde
La estación se encontraría bajo la calle Gordóniz, entre las calles Altube y Anboto.
- Plaza Rekalde.
- Intersección entre las calles Gordóniz y León de Uruñuela.
- Calle Anboto: intersección con calle Gordóniz.

#### Estación de Basurto Hospital
Se trataría de la estación existente en la actualidad.

#### Estación deZorroza Zorrozgoiti
La estación se encontraría bajo la barriada de Zazpilanda. Este proyecto se está llevando a cabo independientemente del proyecto de la línea 4, según un acuerdo firmado entre el Ayuntamiento de Bilbao y el Ministerio de Fomento para construir una variante ferroviaria y estación subterránea en este barrio. Ambas instituciones abonarán al 50% el coste del proyecto, que asciende a un total de 70 millones de euros.
Está previsto que el estudio informativo relativo a la variante ferroviaria y nueva estación de Zorroza se entregue en julio de 2021.

#### Estación de Iráuregui
La estación estaría emplazada en el mismo lugar que la actual estación ferroviaria del barrio del mismo nombre en Alonsótegui. El proyecto incluye un nuevo edificio, pasarelas peatonales superiores e inferiores, supresión de paso a nivel y modificación de la playa de vías. Poco antes, junto al camino Pertxeta, se ubicarían las cocheras de la línea 4.

### Alternativa B de la 1.ª Fase del Estudio Informativo
La alternativa B se basa completamente en el trazado actual de FEVE y centraliza los traslados de las personas residentes en Irala y Recalde en la actual estación de Amézola. Desde este punto partirían dos people mover hacia los barrios de Irala y Recalde. Estos vehículos contarían con capacidad para 45 personas.
Esta alternativa tendría un coste de 240 millones de euros, sin incluir el soterramiento de la estación de Zorrotza.
Estas son las estaciones previstas por esta alternativa:

#### Estación de Juan de Garay
Estación final correspondiente a la rama de Irala del people mover.
- Plaza Urizar: junto a la calle Juan de Garay.
- Torre Urizar: junto a la iglesia y a la calle Monasterio.

#### Estación de Irala
Estación intermedia correspondiente a la rama de Irala del people mover.
- Calle Irala: en los jardines a la altura de la travesía de Irala.
- Avenida Kirikiño: junto a la travesía de Irala.

#### Estación de Iturrigorribidea
Estación final correspondiente a la rama de Rekalde del people mover.
- Calle León de Uruñuela: dos bocas, al este y oeste de la intersección con la calle Gordóniz.
- Calle Gordóniz: rotonda en la intersección con la calle León de Uruñuela.

#### Estación de Plaza Rekalde
Estación intermedia correspondiente a la rama de Rekalde del people mover.
- Plaza de Rekalde.
- Calle Gordóniz: junto a la plaza de Rekalde.

#### Estación de Amézola
Estación actual a la que llegarían los dos ramales de people mover. La conexión subterránea se realizaría en la intersección de las calles Gordóniz y Jaén.
El resto de estaciones de esta alternativa serían las mismas que en la alternativa A: Basurto-Hospital, Zorroza e Iráuregui.